# Stygocyathura parapotamica
Stygocyathura parapotamica är en kräftdjursart som först beskrevs av Lazar Botosaneanu och Jan Hendrik Stock 1982.  Stygocyathura parapotamica ingår i släktet Stygocyathura och familjen Anthuridae. Inga underarter finns listade i Catalogue of Life.